# Подвалье (Вологодская область)
Подвалье — деревня в Великоустюгском районе Вологодской области.
Входит в состав Верхнешарденгского сельского поселения, с точки зрения административно-территориального деления — в Верхнешарденгский сельсовет.
Расстояние по автодороге до районного центра Великого Устюга — 49,5 км, до центра муниципального образования Верхней Шарденьги — 3 км. Ближайшие населённые пункты — Жуково, Верхняя Шарденьга, Липовка.
По переписи 2002 года население — 4 человека.